# 紅石榴核桃燉雞
紅石榴核桃燉雞（Khoresh-e Fesenjān (波斯語：‎)、Fesenjān, Fesenjoon 波斯語：‎）是一種伊朗燉菜料理（霍列什），以姜黄、肉桂、橙皮、小豆蔻和玫瑰花等加以配飾。該料理通常以家禽（鴨肉或雞肉）作為主軸，有時也會使用羊肉絞肉塊，不過若為魚肉或非肉類則十分少見。根據食譜內容，能夠製成甜味或酸味料理。該料理通常搭配伊朗當地的白米飯或黃米飯食用。这道菜是雅尔达之夜庆祝活动中餐桌上的一道菜。 